# Ibn Ishaq
Mohammed ibn Ishaq of Ishaak, volledige transliteratie Muḥammad bin Isḥāq bin Yasār bin Ḫiyār (Arabisch: محمد بن إسحاق بن يسار بن خيار) (Medina, 704 – Bagdad, ca. 767-770) was een moslimgeschiedschrijver die mondelinge overleveringen over Mohammed samenvoegde tot diens eerste biografie, Sirat Rasul Allah (Het leven van Allahs Boodschapper).

## Leven
Ibn Ishaq is rond het jaar 704 geboren in Medina, als kleinzoon van Yasar, die als christelijke slaaf naar Medina was gebracht. Yasar is vrijgelaten toen hij zich bekeerde tot de islam. Ibn Ishaq reisde toen hij 30 jaar oud was naar Egypte om lezingen bij te wonen van Yazīd ibn Abū Habīb. Daarna verhuisde hij naar het huidige Irak, naar de nieuwe hoofdstad Bagdad van het kalifaat van de Abbasiden, waar hij waarschijnlijk beschermheren vond. Hij stierf tussen 767 en 770.

## Biografie van Mohammed
Een eeuw na Mohammeds dood (op 8 juni 632, in Medina) circuleerden er honderden verhalen over zijn leven: sommige stichtend, andere met een politieke pointe, weer andere alleen maar onderhoudend.
Ibn Ishaq verzamelde deze verhalen in Medina (tot het jaar 733) en voegde deze later in Bagdad samen tot een biografie. Er wordt in verhaald over Mohammeds jeugd in Mekka en de eerste tekenen van zijn profeetschap, zijn minachting van en intolerantie voor de heersende religies, van Koranopenbaringen, zijn emigratie naar en leven in Medina, waar hij een staat sticht; de veldslagen tegen Mekka, de vervolging van hele stammen door de vroege moslims, waaronder de Banu Qaynuga, de Banu Nadir en de Banu Qurayza, haremproblemen, de verbreiding van de islam in Arabië en ten slotte de dood van deze profeet-staatsman.
Ibn Ishaq zelf maakte er geen geheim van dat zijn werk gebaseerd was op mondelinge overleveringen en dat hij niet kon instaan voor de waarheid ervan. Soms beschreef hij twee verschillende versies van hetzelfde verhaal en concludeerde dat "alleen Allah weet welke de juiste is".
De inhoud van deze biografie is alleen behouden dankzij uitgebreide citaten en uittreksels in de werken van latere historici als Ibn Hisham, al-Utaridi en Tabari.

## Uitgaven
- Ibn Ishaak, Het leven van Mohammed. De vroegste arabische verhalen, door Wim Raven, Amsterdam 2000 (een keuze uit het werk).
- The life of Muhammad. A translation of Ibn Ishaq's Sirat Rasul Allah, door A. Guillaume, Oxford 1955 (en latere drukken). Een complete uitgave.